# 集贤乡
集贤乡，是中华人民共和国四川省成都市崇州市曾经下辖的一个乡。2019年12月，撤销桤泉镇、集贤乡，将原桤泉镇和原集贤乡所属行政区域划归隆兴镇管辖。

## 行政区划
集贤乡撤销前下辖以下地区：
文锦社区、华兴村、梁景村和山泉村。